# Alpha Ethniki 1989-1990
L'Alpha Ethniki 1989-1990 fu la 54ª edizione della massima serie del campionato di calcio greco, conclusa con la vittoria del Panathīnaïkos, al suo quindicesimo titolo.
Capocannoniere del torneo fu Thomas Mavros (Panionios), con 22 reti.

## Formula
Le squadre partecipanti passarono dalle 16 della stagione precedente alle 18 di quella attuale e disputarono un girone di andata e ritorno per un totale di 34 partite.
Le ultime tre classificate furono retrocesse in Beta Ethniki.
Il punteggio prevedeva due punti per la vittoria, uno per il pareggio e nessuno per la sconfitta.
Il Levadiakos fu penalizzato di quattro punti per un illecito sportivo commesso la stagione precedente.
Le squadre ammesse alle coppe europee furono quattro: i campioni alla Coppa dei Campioni 1990-1991, la vincitrice della coppa nazionale alla Coppa delle Coppe 1990-1991 e seconda e terza classificata alla Coppa UEFA 1990-1991.

## Squadre partecipanti
| Squadra            | Città      | Stadio | Stagione 1988-1989 |
| ------------------ | ---------- | ------ | ------------------ |
| AEK Atene          | Atene      |        | Campione di Grecia |
| Apollōn Kalamarias | Kalamaria  |        | 16°                |
| Apollōn Smyrnīs    | Atene      |        | 13°                |
| Arīs Salonicco     | Salonicco  |        | 7°                 |
| Doxa Dramas        | Drama      |        | 9°                 |
| Ethnikos Pireo     | Il Pireo   |        | 14°                |
| Iōnikos            | Nikea      |        | Beta Ethniki       |
| Īraklīs            | Salonicco  |        | 4°                 |
| Larissa            | Larissa    |        | 6°                 |
| Levadeiakos        | Livadia    |        | 12°                |
| OFI Creta          | Candia     |        | 5°                 |
| Olympiacos         | Il Pireo   |        | 2°                 |
| Olympiakos Volos   | Volos      |        | 11°                |
| Panathīnaïkos      | Atene      |        | 3°                 |
| Paniōnios          | Nea Smyrnī |        | 10°                |
| Panserraïkos       | Serres     |        | Beta Ethniki       |
| PAOK               | Salonicco  |        | 8°                 |
| Skoda Xanthī       | Xanthi     |        | Beta Ethniki       |

## Classifica finale
|                   | Pos. | Squadra            | Pt | G  | V  | N  | P  | GF | GS | DR  |
| ----------------- | ---- | ------------------ | -- | -- | -- | -- | -- | -- | -- | --- |
| Grecia (bandiera) | 1.   | Panathīnaïkos      | 53 | 34 | 21 | 11 | 2  | 75 | 35 | +40 |
|                   | 2.   | AEK Atene          | 50 | 34 | 20 | 10 | 4  | 64 | 18 | +46 |
|                   | 3.   | PAOK               | 46 | 34 | 19 | 8  | 7  | 49 | 23 | +23 |
|                   | 4.   | Olympiacos         | 45 | 34 | 18 | 9  | 7  | 60 | 37 | +23 |
|                   | 5.   | Īraklīs            | 39 | 34 | 14 | 11 | 9  | 44 | 36 | +8  |
|                   | 6.   | OFI Creta          | 36 | 34 | 16 | 4  | 14 | 52 | 41 | +11 |
|                   | 7.   | Arīs Salonicco     | 35 | 34 | 11 | 13 | 10 | 36 | 39 | -3  |
|                   | 8.   | Larissa            | 34 | 34 | 12 | 10 | 12 | 35 | 38 | -3  |
|                   | 9.   | Paniōnios          | 30 | 34 | 8  | 14 | 12 | 43 | 52 | -9  |
|                   | 10.  | Doxa Dramas        | 29 | 34 | 9  | 11 | 14 | 36 | 39 | -3  |
|                   | 11.  | Skoda Xanthī       | 29 | 34 | 12 | 5  | 7  | 33 | 51 | -18 |
|                   | 12.  | Panserraïkos       | 29 | 34 | 9  | 11 | 14 | 32 | 42 | -10 |
|                   | 13.  | Levadeiakos        | 28 | 34 | 12 | 8  | 14 | 34 | 45 | -11 |
|                   | 14.  | Iōnikos            | 28 | 34 | 8  | 12 | 14 | 27 | 48 | -21 |
|                   | 15.  | Apollōn Smyrnīs    | 28 | 34 | 8  | 12 | 14 | 33 | 35 | -2  |
|                   | 16.  | Apollōn Kalamarias | 27 | 34 | 7  | 13 | 14 | 30 | 38 | -8  |
|                   | 17.  | Olympiakos Volos   | 22 | 34 | 10 | 2  | 22 | 32 | 63 | -31 |
|                   | 18.  | Ethnikos Pireo     | 20 | 34 | 7  | 6  | 21 | 20 | 52 | -32 |

Legenda:

      Campione di Grecia
      Ammesso alla Coppa UEFA
      Ammesso alla Coppa delle Coppe
      Retrocesso in Beta Ethniki
Note:

Due punti a vittoria, uno a pareggio, zero a sconfitta.
Levadiakos F.C. penalizzato di 4 punti.

### Verdetti
- Panathinaikos campione di Grecia 1989-90 e qualificato alla Coppa dei Campioni
- PAOK Salonicco e Iraklis Salonicco qualificati alla Coppa UEFA
- Olympiacos Pireo qualificato alla Coppa delle Coppe
- Apollon Kalamarias, Olympiakos Volos e Ethnikos Pireo retrocesse in Beta Ethniki.